# Cyrtonus mateui
Cyrtonus mateui é uma espécie de artrópode pertencente à família Chrysomelidae.